# 總統府國家年金改革委員會

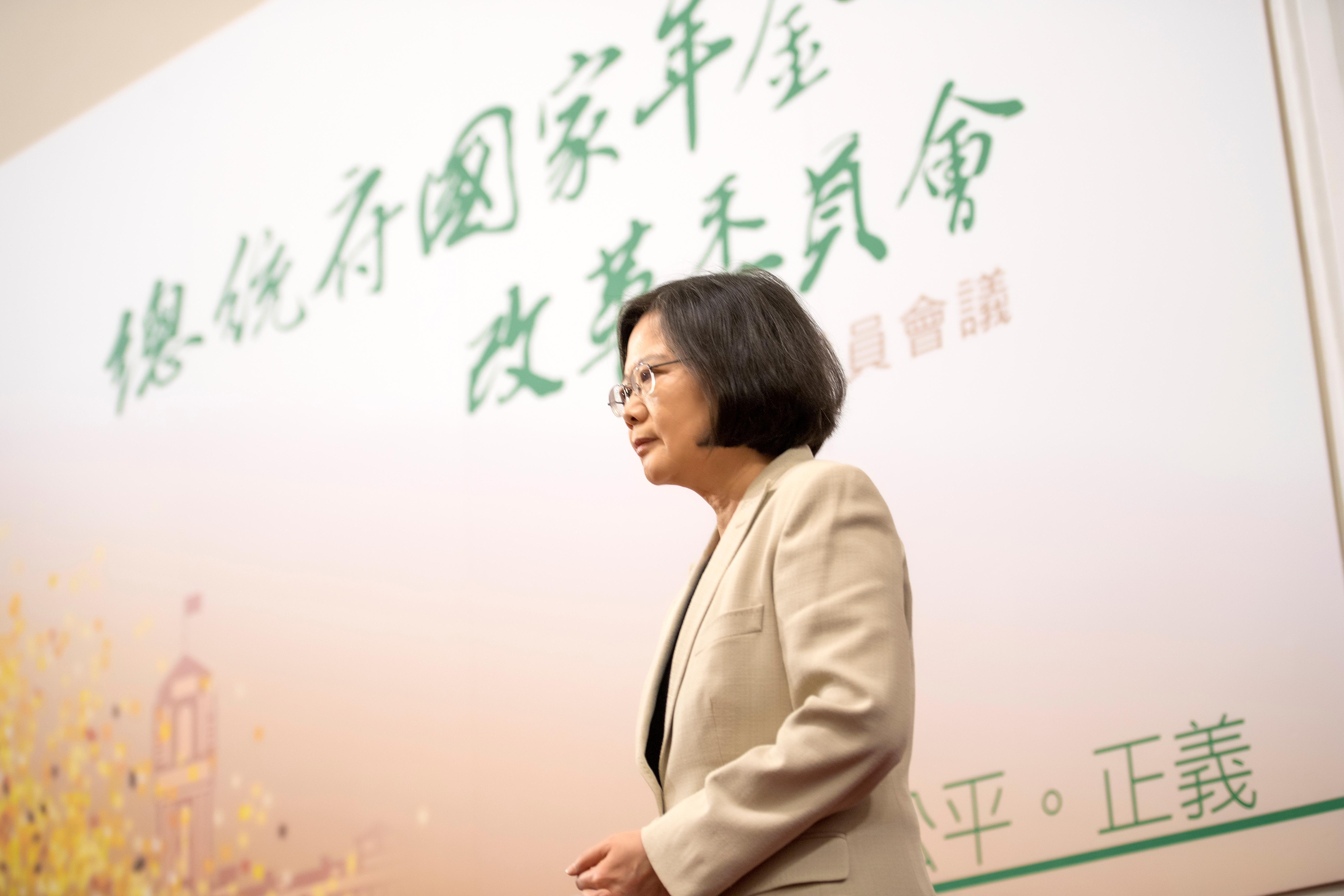
蔡英文總統出席總統府國家年金改革委員會第一次委員會議。

國家年金改革委員會，又稱年金改革委員會、年改會，成立於2016年6月1日，為中華民國政府所設立的特殊政府機構，直屬於中華民國總統府，為國民年金提出改革方案。

## 成立背景
2015年7月9日，社會民主黨召集人范雲透過社民黨新聞稿質疑，2016年中華民國總統選舉民主進步黨總統參選人蔡英文提出的年金改革是「不沾鍋的年金改革」，令人失望。范雲指出，希臘國債危機不是年金拖累，重點之一在於希臘政府長久以來不敢對財團加稅，她呼籲蔡英文提出對財團加稅的具體做法；至於年金改革相關法案，民主進步黨與中國國民黨目前都各有版本，但立法院朝野協商遲遲未有進展，兩大黨都把年金改革當作漂亮口號，卻沒有政治魄力實際推動；蔡英文不僅是最大反對黨的主席，更是2016年極有可能取得執政權的總統參選人，必須提出自己的年金制度主張、或是宣示如何盡力推動民進黨版的法案，而非躲在選上後的委員會、國是會議的程序背後，躲在所謂「社會共識」的背後，而不敢展現改革年金的政治魄力；蔡英文卻使出拖延戰術，說要等到民進黨「重新執政後」再來「研擬可行的年金改革方案」、組成「國家年金改革委員會」、召開「年金國是會議」。為此，2016年中華民國總統選舉時蔡英文宣示當選一年內提出可行改革方案的目標，故蔡英文上任後總統府成立國家年金改革委員會。
親民黨主席宋楚瑜指稱，《中華民國憲法增修條文》第3條「國家機關之職權、設立程序及總員額，得以法律為準則性之規定」，總統府日內將公布《國家年金改革委員會設置要點》成立國家年金改革委員會，如同《國家統一委員會設置要點》成立國家統一委員會；非法定機關。

## 設置經過
2016年6月1日總統府公布《國家年金改革委員會設置要點》，2016年6月8日總統府公布國家年金改革委員會委員名單。

## 組織架構
年改會為任務編組，設置委員35至39人；其中一人為召集人，由副總統擔任；一人為副召集人兼執行長，由行政院政務委員擔任。其餘委員由政府相關機關代表、立法委員、考試委員、地方政府代表、退休（役）軍公教人員代表、軍人代表、公務員代表、教師代表、勞工代表、企業雇主代表、農漁民代表、婦女代表、青年代表、公民社會代表、學者專家組成，均由總統聘任；召集人、副召集人、委員均為無給職；年改會於立法院通過年金改革相關法案後解散。
行政院下設「行政院年金改革辦公室」（簡稱年改辦），由各相關部會指派熟悉年金的幕僚人員支援，由召集人指定適當人員兼任主任、副主任。2016年6月8日，行政院年金改革辦公室成立，行政院人事行政總處副人事長張念中兼任年金改革辦公室主任，國家發展委員會人力發展處副處長謝佳宜兼任年金改革辦公室副主任，年金改革辦公室受國家年金改革委員會副召集人兼執行長林萬億督導。

## 組織成員

### 執行長
| 姓名   | 任期                       | 備註           |
| 執行長 | 執行長                     | 執行長         |
| ------ | -------------------------- | -------------- |
| 林萬億 | 2016年6月1日-2017年5月19日 | 行政院政務委員 |

### 委員（37）

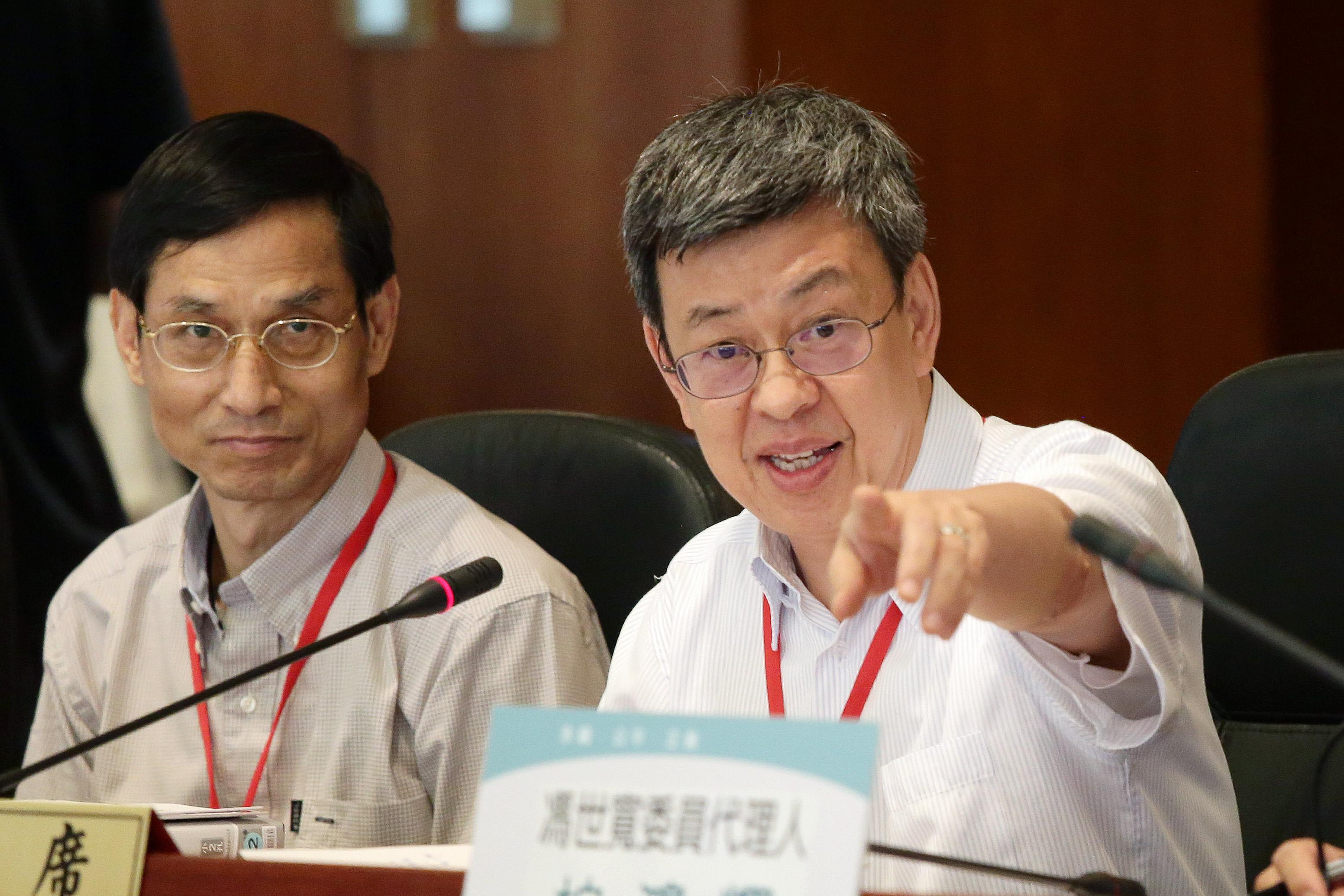
年金改革協調人前副總統陳建仁與政務委員林萬億

| 姓名                                                                                 | 任期        | 備註                                                                 |
| 召集人（1）                                                                          | 召集人（1） | 召集人（1）                                                          |
| ------------------------------------------------------------------------------------ | ----------- | -------------------------------------------------------------------- |
| 陳建仁                                                                               |             | 前副總統                                                             |
| 副召集人（1）                                                                        |             |                                                                      |
| 林萬億                                                                               |             | 行政院政務委員                                                       |
| 政府相關機關代表（7）                                                                |             |                                                                      |
| 馮世寬                                                                               |             | 前國防部長、現任退輔會主委                                           |
| 周弘憲                                                                               |             | 前銓敘部長、現任考試院副院長                                         |
| 潘文忠                                                                               |             | 教育部長                                                             |
| 郭芳煜                                                                               |             | 前公務人員保障暨培訓委員會主任委員兼國家文官學院院長                 |
| 曹啟鴻                                                                               |             | 前農委會主任委員                                                     |
| 林奏延                                                                               |             | 前衛福部長                                                           |
| 施能傑                                                                               |             | 行政院人事行政總處人事長                                             |
| 立法院立法委員（1）                                                                  |             |                                                                      |
| 王榮璋                                                                               |             | 立法委員                                                             |
| 考試院考試委員（1）                                                                  |             |                                                                      |
| 黃錦堂                                                                               |             | 考試委員                                                             |
| 地方政府代表（1）                                                                    |             |                                                                      |
| 呂建德                                                                               |             | 前臺中市政府社會局局長，現任公務人員保障暨培訓委員會政務副主任委員。 |
| 退休（役）軍公教人員代表、軍人代表、公務員代表、教師代表（9）                        |             |                                                                      |
| 退休（役）軍公教人員代表                                                             |             |                                                                      |
| 副理事長吳其樑                                                                       |             | 社團法人中華民國退伍軍人協會（簡稱退伍協會）                         |
| 會長黃臺生                                                                           |             | 社團法人公職退休人員聯誼暨關懷服務協會（簡稱公職退休協會）           |
| 執行長張美英                                                                         |             | 中華民國全國退休教師聯盟（簡稱退休教聯盟）                           |
| 軍人代表                                                                             |             |                                                                      |
| 魏木樹                                                                               |             | 國防部資源規劃司編纂                                                 |
| 公務員代表                                                                           |             |                                                                      |
| 理事長李來希                                                                         |             | 中華民國全國公務人員協會（簡稱全公協）                               |
| 理事長吳美鳳                                                                         |             | 社團法人高雄市公務人員協會（簡稱高公協）                             |
| 教師代表                                                                             |             |                                                                      |
| 研究員吳忠泰                                                                         |             | 全國教師工會總聯合會（簡稱全教總）                                   |
| 理事劉侑學                                                                           |             | 社團法人台灣高等教育產業工會（簡稱高教工會）                         |
| 副理事長劉亞平                                                                       |             | 全國教育產業總工會（簡稱全教產）                                     |
| 勞工代表、企業雇主代表、農漁民代表、婦女代表、青年代表、公民社會代表、學者專家（16） |             |                                                                      |
| 勞工代表                                                                             |             |                                                                      |
| 理事長莊爵安                                                                         |             | 全國產業總工會（簡稱全產總）                                         |
| 理事長蔡明鎮                                                                         |             | 台灣總工會（簡稱台總工）                                             |
| 秘書長孫友聯                                                                         |             | 臺灣勞工陣線（簡稱勞陣）                                             |
| 企業雇主代表                                                                         |             |                                                                      |
| 常務理事何語                                                                         |             | 中華民國全國工業總會（簡稱工總）                                     |
| 秘書長賴榮坤                                                                         |             | 中華民國全國商業總會（簡稱商總）                                     |
| 農漁民代表                                                                           |             |                                                                      |
| 理事長蕭景田                                                                         |             | 中華民國農會（簡稱全國農會）                                         |
| 理事長黃一成                                                                         |             | 中華民國全國漁會（簡稱全國漁會）                                     |
| 婦女代表                                                                             |             |                                                                      |
| 理事長楊芳婉（現任監察委員）                                                         |             | 臺灣婦女團體全國聯合會（簡稱台灣婦全會）                             |
| 顧問鄭清霞                                                                           |             | 財團法人婦女新知基金會（簡稱婦知基會）                               |
| 青年代表                                                                             |             |                                                                      |
| 秘書長葉大華                                                                         |             | 社團法人臺灣少年權益與福利促進聯盟（簡稱台少盟）                     |
| 理事長何世昌→2016年6月23日前更換為副理事長褚映汝                                     |             | 臺灣北部大專院校學生自治聯合協會（簡稱北學聯）                       |
| 公民社會代表                                                                         |             |                                                                      |
| 電影創作研究所副教授馮光遠                                                           |             | 國立臺北藝術大學（簡稱北藝大）                                       |
| 副院長李安妮                                                                         |             | 臺灣綜合研究院（簡稱臺綜院）                                         |
| 學者專家                                                                             |             |                                                                      |
| 教授郭明政                                                                           |             | 國立政治大學法律學系                                                 |
| 副教授邵靄如                                                                         |             | 銘傳大學風險管理與保險學系                                           |
| 助理教授傅從喜                                                                       |             | 國立臺灣大學社會工作學系                                             |

## 地點
除2016年6月23日在總統府召開第一次委員會議外，年改會以台北市中正區忠孝東路一段1號（行政院本部）為常設開會地點。

## 廢止
立法院通過年金改革相關法案後解散。

## 後續
依《總統府國家年金改革委員會設置要點》，國家年金改革委員會每週開會一次，必要時得召開臨時會議，均由召集人召集並主持；召集人不克出席時，由副召集人主持。並應設置專屬網站，開會期間並全程網路直播，相關資料、會議紀錄均公開於網站。
2016年5月24日，相關官員表示，目前規劃在四到六個月提出軍公教與勞工等年金改革版本，2016年下半年下鄉到東西南北四區召開諮詢會議徵求各界意見，並在2017年初召開「年金改革國是會議」。
第一次會議預定2016年6月召開，未來半年將每週密集開會，會議將於網上直播，資料亦會上載。

### 年金改革國是會議
◎時間：2017年1月22日，上午9時～下午7時

◎地點：總統府

◎參與人員

．專家學者12名

．職業別團體62名，包括退休與現職的公務人員代表（含警消代表）、教育人員代表（含私校代表）、勞工代表、僱主代表、農民代表、漁民代表

．婦女代表14名

．青年代表16名

．政黨代表47名，按政黨比例分配

．政府機關37名，包括司法院、考試院、地方政府與中央主管部會及相關部會等

．國家年金改革委員會委員38名

．公民團體 24名

◎議程規劃

1.總統致辭、年金改革委員會報告

2.分組會議討論：

第1組：給付、領取資格

第2組：基金管理、財源

第3組：制度架構、特殊對象、制度轉換

## 外部連結
- 總統府國家年金改革委員會網站（页面存档备份，存于）